# Pavićini
Pavićini is een plaats in de gemeente Marčana in de Kroatische provincie Istrië. De plaats telt 48 inwoners (2001).